# Höntrop
Höntrop ist ein Ortsteil von Bochum in Nordrhein-Westfalen. Er ist mit ca. 17.000 Einwohnern einer der größten Stadtteile im Stadtbezirk Wattenscheid.
Höntrop grenzt an die Ortsteile Westenfeld, Sevinghausen und Eppendorf, die gemeinsam mit Höntrop bis Ende 1974 zur eigenständigen Stadt Wattenscheid gehörten, und liegt heute im Bochumer Westen. In nächster Umgebung liegen der Essener Stadtteil Freisenbruch sowie die Bochumer Ortsteile Linden und Dahlhausen.

## Geschichte

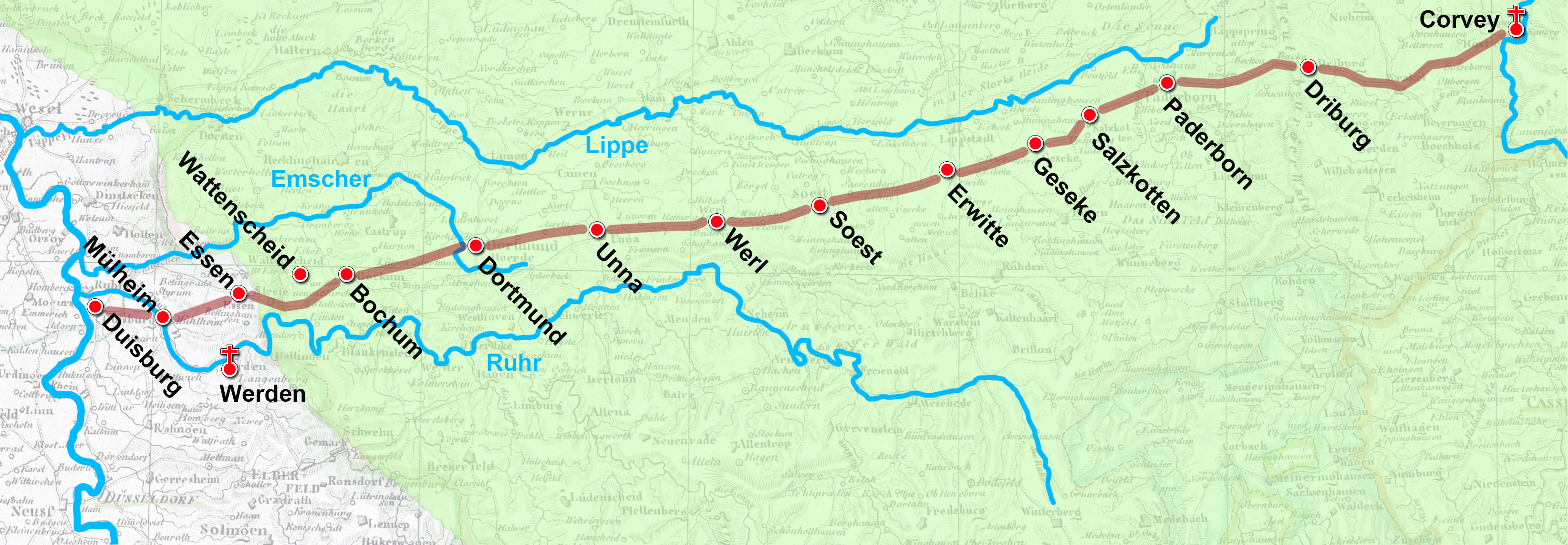
Der westfälische Hellweg

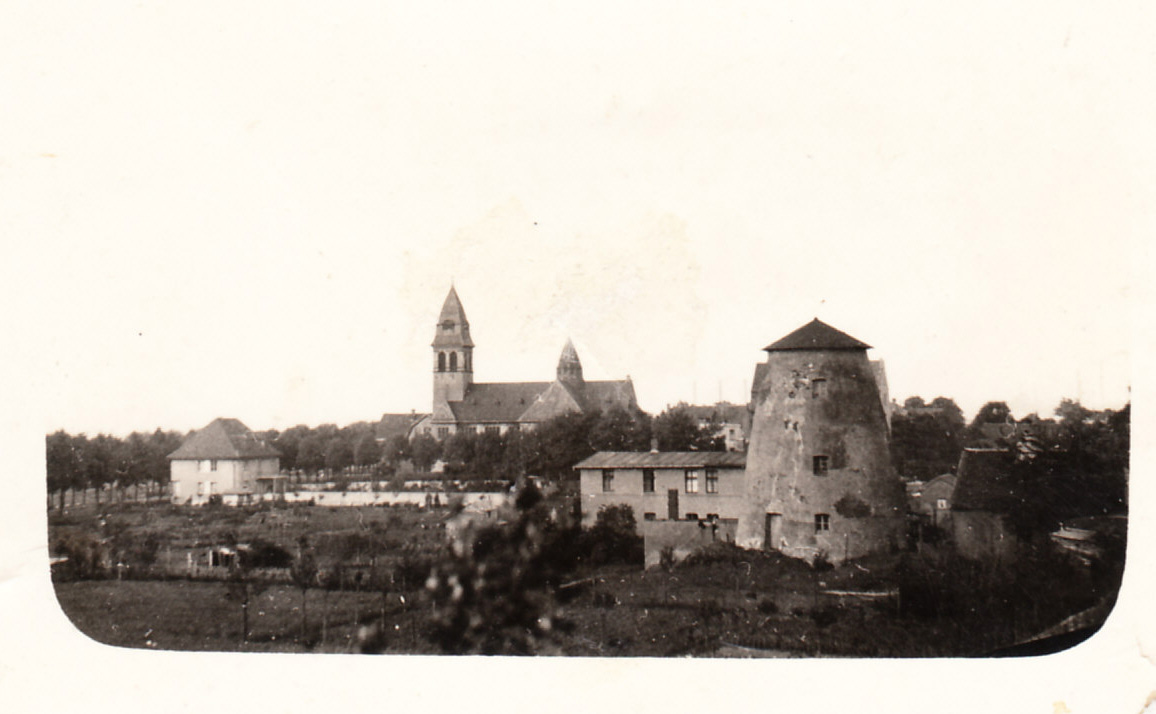
Höntrop um 1930

Durch Höntrop verläuft der westfälische Hellweg, auf dem Höhenrücken zwischen Ruhr und Emscher. Er war schon in der Bronzezeit eine wichtige Verbindung zwischen Ost und West. 
Die erste urkundliche Erwähnung von Höntrop als Hogingthorp findet sich um das Jahr 900 im Heberegister des Klosters Werden (Werdener Urbar A), welches viele Bauernschaften (villae) im Borahtron-Gau auflistete. Darin wurden auch schon die Nachbarorte Eppendorf (Abbingthorpe) und Westenfeld (Westanfelda) genannt. Um 1220 wurde der Ort in den Vogteirollen des Stifts Essen als Hoincdorp oder Hoiencdorpe geführt. Später der Ort urkundlich Hoynctorpe (1294), Hoyntorpe (1344), Huntorpe (1513) oder Hoentorpe (1519) genannt. Eine Deutung des Ortsnamens kann mit „bei den Häusern der Leute des Hög(i)o“ umschrieben werden.
Höntrop gehörte im Spätmittelalter und der Frühen Neuzeit mit eigener Bauerschaft (Hontorppe) im Niederamt Bochum zur Grafschaft Mark. Laut dem Schatzbuch der Grafschaft Mark von 1486 hatten die 19 Steuerpflichtigen Hofbesitzer der Bauerschaft zwischen 1 oirt und 6 Goldgulden an Abgabe zu leisten. Darunter der Schultenhof zu Varenholte und vier Höfe mit Abgaben an das Stift Essen. Im Jahr 1705 waren in der größeren Baurschafft Höntrop 29 Steuerpflichtige mit Abgaben an die Rentei Niederamt Bochum im Kataster verzeichnet.
Der Ort erfuhr einen Aufschwung durch den Ruhrbergbau. In dem Ort selber lag die Zeche Maria Anna Steinbank, die von 1850 bis 1904 betrieben wurde. Die Kleinzeche Zeche Zollstraße befand sich von 1949 bis 1963 im Westen von Höntrop, sie gehörte zu den Kleinbergwerken, die nach dem Zweiten Weltkrieg zur Kohleversorgung angelegt wurden. Im Jahre 2000 wurde Höntrop durch einen Bergschaden bekannt, das sogenannte Höntroper Loch. Dieser überraschende Tagebruch, der sich ab dem 2. Januar 2000 infolge eines Hohlraums der Zeche Maria Anna Steinbank entwickelte und in dem eine Garage versank, musste mit Beton verfüllt werden.
Die Station Wattenscheid-Höntrop wurde am 1. März 1869 eröffnet. An ihr verkehrt die S-Bahn-Linie S1 des VRR von Dortmund nach Solingen und in die Gegenrichtung. Um 1900 entstand das Alte Höntroper Brauhaus.
Im Osten von Höntrop entstand um 1924 ein Stahlwerk und ein Röhrenwalzwerk des Bochumer Verein, das sogenannte Werk Höntrop, welches die Betriebsflächen des Konzerns erheblich erweiterte. Das Röhrenwalzwerk galt damals sogar als das größte der Welt. Auf der gegenüberliegenden Seite der Essener Straße wurden eine Wohnsiedlung für Werksangehörige und Verwaltungsbauten errichtet.
Die Gemeinde Höntrop wurde durch das Inkrafttreten des Gesetzes über die Neuregelung der kommunalen Grenzen im rheinisch-westfälischen Industriebezirke am 1. April 1926 nach Wattenscheid eingemeindet. Der Teil, auf dem sich das Werk Höntrop und die Arbeitersiedlung befand, wurde nach Bochum umgegliedert. Von der Firmenspitze des Bochumer Vereines und der Stadtspitze Bochums war es der Wunsch, dass alle Betriebe des Bochumer Vereines in Bochum sein sollten. Der südliche Teil dieser Fläche, die Siedlung und die Bereiche der Betriebsfläche Saure Wiesen wurde zu der Gemarkung Weitmar hinzugefügt. Der nördliche Teil, das Werk Höntrop, kam zur Gemarkung Hamme.
Ende der 1920er wurde der Südpark angelegt. Dabei wurde auch die kleine Waldbühne 1927/28 in Eigenhilfe geschaffen. Ein Jahr später wurde Schwimmbad Höntrop eröffnet.
Während der NS-Zeit betrieb der Bochumer Verein das Zwangsarbeiterlager Mariannenplatz in Höntrop. Gegen Ende des Krieges wurden ca. 20 Zwangsarbeiter erschossen. Eine kleine Tafel an der Talstraße erinnert an das Verbrechen. 
Höntrop gilt mit mehreren Karnevalsgesellschaften und einem eigenen Umzug neben Linden als eine der Karnevalshochburgen im sonst eher wenig karnevalistischen Bochum, denn in Wattenscheid wiederum spielt der Karneval eine große Rolle: Zum großen Umzug von Wattenscheid-Günnigfeld bis Wattenscheid-Mitte (in geraden Kalenderjahren) kommen unter guten Umständen bis zu 100.000 Besucher. Zum Vergleich: Wattenscheid hat insgesamt etwas mehr als 72.000 Einwohner.
Traditionell findet in Höntrop jährlich zu Karneval das Gänsereiten als Volksfest statt, es hat hier eine über 400-jährige Tradition. Der Überlieferung nach wurde es von spanischen Soldaten übernommen, die während des Achtzigjährigen Krieges (im 17. Jahrhundert) in der Nähe überwinterten. Ab 2018 wird für das Gänsereiten nicht mehr eine echte Gans genutzt, die anschließend gemeinsam verspeist wurde, sondern eine Attrappe.
Höntrop hat zwei Fußballvereine: In der Landesliga spielt der seit 1916 bestehende und traditionsreiche SV Höntrop 1916, welcher zwischen 1933 und 1939 in der Gauliga Westfalen, der damals höchsten deutschen Fußballklasse, spielte, und der junge, erst seit 1980 bestehende FC Höntrop 80. Dieser spielt momentan in der Kreisliga C.

## Bevölkerung
Am 31. Dezember 2024 lebten 17.042 Einwohner in Höntrop.
Strukturdaten der Bevölkerung in Höntrop:
- Minderjährigenquote: 15,8 % [Bochumer Durchschnitt: 15,2 % (2024)]
- Altenquote (60 Jahre und älter): 34,2 % [Bochumer Durchschnitt: 29,3 % (2024)]
- Ausländeranteil: 11,3 % [Bochumer Durchschnitt: 17,0 % (2024)]
- Arbeitslosenquote: 7,6 % [Bochumer Durchschnitt 8,9 % (2017)]

## Töchter und Söhne
- Paul Breder (1899–1986), Bergmann und Autor
- Wilhelm Karl Geck (1923–1987), Jurist, Richter am Verfassungsgerichtshof des Saarlandes, Lehrstuhlinhaber für Staats- und Verfassungsrecht in Saarbrücken.[21]

## Feuerwehr
Seit dem 18. Oktober 1902 hat Höntrop eine Freiwillige Feuerwehr, die heute als Löschzug Höntrop bekannt ist. Der Löschzug war maßgeblich an der Sicherung des im Jahre 2000 entstandenen Tagebruchs an der Emilstraße beteiligt.
Anfang Oktober 2012 wurde ein neues Feuerwehrhaus für die Löschzüge Höntrop und Eppendorf eingeweiht. Daneben erhielten die Freiwilligen Feuerwehren Höntrop, Eppendorf, Heide, Dahlhausen und die Feuerwehrschule fünf neue Löschgruppenfahrzeuge LF 10/6, die bei dieser Gelegenheit gesegnet wurden.